# Sphaerodactylus continentalis
Sphaerodactylus continentalis — вид геконоподібних ящірок родини Sphaerodactylidae. Мешкає в Мексиці і Центральній Америці.

## Поширення і екологія
Sphaerodactylus continentalis мешкають на півдні Мексики (на південь від перешийка Теуантепек і півострова Юкатан), в Белізі, Гватемалі і Гондурасі (на південь до Катакамаса в департаменті Оланчо), а також на острові Утіла в групі островів Іслас-де-ла-Байя та, можливо, на острові Косумель. Вони живуть в тропічних лісах.